# Анченки
Анченки (рос. Анченки) — присілок в Опочецькому районі Псковської області Російської Федерації.
Населення становить 18 осіб. Входить до складу муніципального утворення Пригородна волость.

## Історія
Від 2015 року входить до складу муніципального утворення Пригородна волость.

## Населення
| 2001 | 2002 | 2010 | 2013 | 2014 | 2015 | 2016 |
| ---- | ---- | ---- | ---- | ---- | ---- | ---- |
| 27   | ↗40  | ↘24  | ↘21  | →21  | →21  | ↘18  |